# Katsuyuki Motohiro
Katsuyuki Motohiro (本広克行) (Marugame, prefectura de Kagawa, 13 de juliol de 1965) és un director i productor de cinema japonès.

## Filmografia
Cinema
- 1996 : Seventh of July, Sunny Day (7月7日、晴れ, Shichi-gatsu nano ka, hare)
- 1998 : Odoru daisosasen: The Movie (踊る大捜査線 THE MOVIE)
- 2000 : Space Travelers (スペーストラベラーズ, Supeisu toraberāzu)
- 2001 : Satorare (サトラレ)
- 2003 : Odoru daisosasen: The Movie 2 - Reinbō burijji o fūsa seyo！ (踊る大捜査線 THE MOVIE 2 レインボーブリッジを封鎖せよ！)
- 2005 : Kōshōnin Mashimo Masayoshi (交渉人 真下正義)
- 2006 : Udon (うどん)
- 2015 : Maku ga agaru (幕が上がる)
- 2017 : Ajin : Semi-humain (亜人, Ajin)

Televisió
- 1997 : Odoru daisosasen: Nenmatsu tokubetsu keikai Special